# Umberto Trippa
Umberto Trippa (ur. 6 kwietnia 1931 w Terni, zm. 18 grudnia 2015 w Turynie) – włoski zapaśnik walczący w stylu klasycznym. Trzykrotny olimpijczyk. Czwarty w Helsinkach 1952 i Rzymie 1960; szósty w Melbourne 1956. Walczył w kategorii do 62 kg.
Srebrny medalista mistrzostw świata w 1953; piąty w 1955. Wicemistrz igrzysk śródziemnomorskich w 1955 i trzeci w 1951 roku.